# Hội Hướng đạo
Hội Hướng đạo (The Scout Association) là tên gọi chính thức của một hội Hướng đạo  tại Vương quốc Anh được Tổ chức Phong trào Hướng đạo Thế giới công nhận. Hướng đạo bắt đầu vào năm 1907 qua nỗ lực của Robert Baden-Powell. Vì sự phát triển nhanh chóng của Hướng đạo và vì một sự mong muốn tháo gỡ khỏi sự kiểm soát của các nhà xuất bản tạp chí Hướng đạo nên hội này với cái tên ban đầu là Hội Nam Hướng đạo (The Boy Scout Association),được chính thức thành lập vào năm 1910 bởi một hiến chương được ban hành từ Quốc hội Vương quốc Anh.
Năm 1967 tên được chính thức đổi thành Hội Hướng đạo. Nữ được phép gia nhập vào năm 1976 ở ngành Venture Scouts (Hướng đạo Việt Nam không có ngành này), và những ngành còn lại trên căn bản tự chọn vào năm 1991. Từ năm 2007 tất cả các ngành Hướng đạo tại Vương quốc Anh phải nhận nam lẫn nữ, mặc dù các chuẩn mực về tôn giáo có thể dàn xếp cho thích hợp.

## Lịch sử

### Khai sinh phong trào
Hội Hướng đạo của Vương quốc Anh và Tổ chức Phong trào Hướng đạo Thế giới có chung một cuội nguồn hào quang của Robert Baden-Powell theo sau những kỳ tích của ông trong Đệ nhị Chiến tranh Boer. Năm 1907, "B-P" (tên viết tắt của Baden-Powell được mọi thành viên của Phong trào Hướng đạo biết đến) đã điều hành một trại Hướng đạo trên Đảo Brownsea cho các bé trai thuộc nhiều thành phần xã hội. Trại này ngày nay được xem là sự nơi khởi đầu của phong trào Hướng đạo.
Một năm sau đó, Baden-Powell viết một loạt bài đăng trên tạp chí có tên là Hướng đạo cho nam khởi động cho các chương trình và các hoạt động mà các tổ chức thanh thiếu niên tồn tại lúc đó có thể sử dụng. Phản ứng thì hơi bất ngờ và như là một hiện tượng. Trong khoảng thời gian ngắn, Hàng đội Hướng đạo được tạo dựng khắp quốc gia, tất cả hướng theo những giáo lý từ trong sách của Baden-Powell. Vào lúc có theo tổng điều tra dân số đầu tiên vào năm 1910, có khoảng 100.000 thành viên của Phong trào.
Hội Nam Hướng đạo được thành lập vào năm 1910 để đem đến một cơ chế quốc gia có thể tổ chức và hỗ trợ con số phát triển nhanh chóng các Hàng đội Hướng đạo. Đấy cũng chính là mong ước của Baden-Powell giành lại quyền điều khiển Hướng đạo từ tay của các nhà xuất bản sách của ông.

### 1910-1920: Phát triển

Huy hiệu thành viên của Hội Hướng đạo trước năm 1967

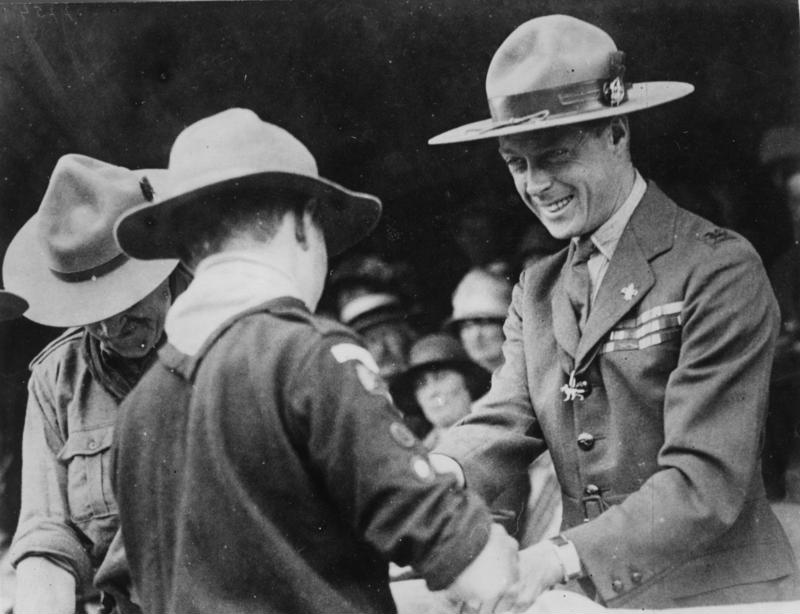
Hoàng tử xứ Wales Edward VIII trong trang phục Hướng đạo ở Trại Họp bạn Hướng đạo Thế giới lần thứ 3, 1929

Gần như ngay lập tức, Hội Nam Hướng đạo bị vấp phải một vấn đề nan giải. Nhiều trẻ em nam trong các Hàng đội Hướng đạo (lúc bắt đầu, Hướng đạo là dành cho nam từ 10 đến 19 tuổi) có em trai cũng muốn tham gia. Cũng có nhiều em bé gái muốn như thế – Baden-Powell chợt bắt gặp một nhóm "Nữ Hướng đạo" ở cuộc diễn hành tại Cung điện Thủy tinh năm 1910. Việc giải quyết cho các bé trai nhỏ tuổi thì rất đơn giản – ngành Ấu sinh được thành lập vào năm 1917. Tuy nhiên, các nguyên tắc đạo đức của thời Vua Edward không cho phép các thiếu nữ tham gia vào các hoạt động mạnh bạo, rối loạn và "hoang dã" của Hướng đạo sinh (lúc này là thuật từ ám chỉ Nam Hướng đạo), và vì vậy phong trào Nữ Hướng đạo được thành lập để đem đến các chương trình hoạt động "thích hợp" hơn. Nhiều trẻ em lớn lên từ Hướng đạo vẫn còn muốn là một phần tử của Hướng đạo, vì thế một ngành khác được thành lập vào năm 1918 – đó là ngành Tráng (Rover Scouts).
Lúc đó Hướng đạo đã trở thành một hiện tượng toàn cầu, với một Hiến chương Hoàng gia ngày 4 tháng 1 năm 1912 ra đời kết hợp Hội Nam Hướng đạo khắp Đế quốc Anh với "mục đích giáo huấn các trẻ em nam thuộc mọi tầng lớp bằng các nguyên lý về kỷ luật, trung thành và tính công dân tốt". Hiến chương được Vua George V của Vương quốc Anh ban hành. Trại Họp bạn Hướng đạo Thế giới lần thứ nhất được tổ chức tại Olympia, Luân Đôn năm 1920, và là một lễ chào mừng và đại hội của Tổ chức Phong trào Hướng đạo Thế giới.

Biểu tượng giữa năm 1967 và 2003

### 1967–2003
Hướng đạo tại Vương quốc Anh trải qua một thời kỳ chính xem xét lại vào năm 1967. Tên của tổ chức được đổi thành là Hội Hướng đạo. Các thay đổi chính trong các ngành và trong các chương trình đã được thực hiện; ngành trẻ nhất được gọi là Cub Scouts (Ấu sinh), Thiếu sinh lớn tuổi trở thành Venture Scouts (từ 16–21 tuổi), và ngành Rover Scout hay ngành Tráng bị giải thể. Đồng phục Hướng đạo cũng được thay đổi – đáng chú ý nhất là thêm vào quần dài cho Thiếu sinh (trước đây họ mặc quần ống ngắn đến đầu gối).
Một vài phát triển được thực hiện nhiều năm sau đó, bao gồm việc giới thiệu các đơn vị đồng giáo dục có nam và nữ vào ngành Venture Scouts (HĐVN không có ngành này) năm 1976, nhưng từ năm 1991 các ngành nhỏ tuổi cũng được phép trở thành đồng giáo dục có nam và nữ. Các bậc phụ huynh vấn thân vào Hướng đạo tại Bắc Ireland cũng bắt đầu tổ chức các hoạt động cho con em của họ ở lứa tuổi quá nhỏ cho ngành Ấu. Điều này từ từ đưa đến việc thành lập ngành Nhi (Beaver Scout), chính thức bắt đầu vào năm 1986.
Mặc dù có những thay đổi, Hướng đạo bắt đầu rơi vào tình trạng trì trệ trong suốt thập niên 1990 với việc các con số thành viên rớt thấp xuống. Điều này thúc đẩy một sự xem xét lớn nguyên nhân dẫn đến tình trạng xuống dốc, theo sau bởi một thay đổi chương trình có hiệu lực vào năm 2003.

Biểu tượng từ năm 2003

### 2003–hiện tại
Hướng đạo tìm thấy chính mình trong việc tranh đua thời gian của giới trẻ với những ngày học tập dài hơn ở trường và những hoạt động phụ khóa. Cũng có những nỗi quan tâm của các bậc phụ huynh có liên quan đến nền văn hóa tranh tụng đang phát triển tại Vương quốc Anh. Hướng đạo cũng bị thử thách vì một định kiến tiêu cực coi nó như đã lỗi thời.
Việc thay đổi chương trình vào năm 2003 đã làm nó vượt qua được các thử thách đang ngày càng lớn dần đối chọi lại Phong trào và nó đã làm thay đổi ở mọi cấp của Hướng đạo tại Vương quốc Anh – sự thay đổi rõ rệt nhất là việc đình chỉ ngành Venture Scouts (Hướng đạo Việt Nam không có ngành này). Để thay thế ngành lớn tuổi này, Hội Hướng đạo đã thành lập Explorer Scouts (tương đương ngành Kha của Hướng đạo Việt Nam) dành cho các thành viên tuổi từ 14–18, và Scout Network (tương đương ngành Tráng của Hướng đạo Việt Nam) dành cho tuổi từ 18–25.
Việc huấn luyện huynh trưởng cũng được chỉnh sửa lại nhiều. Cho đến năm 2003, việc huấn luyện trưởng chỉ có hai phần và việc huấn luyện đòi hỏi vài lần cuối tuần với sự hiện diện qua đêm. Chương trình huấn luyện mới có một sự chọn lựa nhiều hơn các thể loại, mỗi thể loại xứng hợp với các vai trò đặc biệt trong Phong trào, cho phép một cách giải quyết linh động hơn đối với chương trình.
Có nhiều người chỉ trích về các thay đổi này, đa số nói về vấn đề liên quan đến việc áp dụng nó mặc dù các con số điều tra vừa qua cho thấy một sự gia tăng tổng quát số thành viên. Hướng đạo tại Vương quốc Anh tiếp tục cổ vũ "Phương pháp và Các Nguyên lý" nguyên dạng đã được Baden-Powell viết trong Hướng đạo cho nam gần 100 trước đây.
Vương quốc Anh đã tổ chức Trại Họp bạn Hướng đạo Thế giới lần thứ 21 cho Nam và Nữ Hướng đạo năm 2007, đây là một phần của Lễ một trăm năm Hướng đạo năm 2007.

## Tổ chức

Phù hiệu của Hội Hướng đạo

Hướng đạo trưởng (chief scout) là người lãnh đạo của Hội Hướng đạo và chịu trách nhiệm quyết định hướng đi và chính sách của Hướng đạo tại Vương quốc Anh và các lãnh thổ hải ngoại. Peter Duncan hiện là Hướng đạo trưởng trong năm 2007. Có một đội ngũ các Ủy viên chịu trách nhiệm về chương trình Hướng đạo trong những phân ban của mình. Các phân ban hiện tại là:
- David Bull, Ủy viên Quốc tế
- John Asplin, Ủy viên trưởng Anh
- Tim Kidd, Ủy viên Vương quốc Anh về Hỗ trợ của người lớn
- Andrew Welbeloved, Ủy viên Vương quốc Anh về Chương trình

Ở tất cả các cấp bậc, các Hướng đạo sinh được điều hành bởi một ban hành chánh gồm các viên chức ủy thác không phải là Hướng đạo - thông thường, những người này là những người thiện nguyện từ cộng đồng địa phương có mối liên hệ với Hướng đạo, có thể chính họ hoặc là với con cái của họ. Ban hành chánh thường có một chủ tịch, thư ký, thủ quỹ và một số viên chức khác. Vai trò của họ là bảo đảm lợi ích nhiều nhất có thể cho giới trẻ và cộng đồng mà được Nhóm, Đạo, Châu, hoặc các tổ chức quốc gia phục vụ.
Những người thiện nguyện cao cấp trong Hội Hướng đạo được gọi là các 'Ủy viên'. Các Ủy viên, đặc biệt là Ủy viên Châu và Đạo, nhận sự hỗ trợ chiến lược từ các Viên chức Phát triển Thao trường (Field Development Officers) tại Anh được Tổng hành dinh quốc gia thuê mướn và triển khai tại địa phương để đẩy mạnh các mục tiêu của Hội. Các Ủy viên của các vùng khác nhận hỗ trợ từ các Ủy viên Thao trường (Field Commissioners) được thuê mướn và điều hành một cách khác biệt. Các Ủy viên Đạo báo cáo cho Ủy viên Quận/Khu vực (HĐVN gọi là Ủy viên Châu), đến lượt các Ủy viên này báo cáo cho Ủy viên trưởng.

### Cơ cấu
Hội Hướng đạo được chia thành 4 nhóm chính địa quốc gia (mainland national groupings): Anh, Scotland, Wales và Bắc Ireland. Mỗi nhóm này được chia thành các Châu Hướng đạo địa phương (local counties tại Anh và Bắc Ireland, areas tại Wales và Scotland), mà thông thường theo địa giới của các quận nghi lễ của Vương quốc Anh. Châu (County/Area) bao gồm một số Đạo Hướng đạo (Scout District) được hình thành gồm các Liên đoàn Hướng đạo (Scout Group).

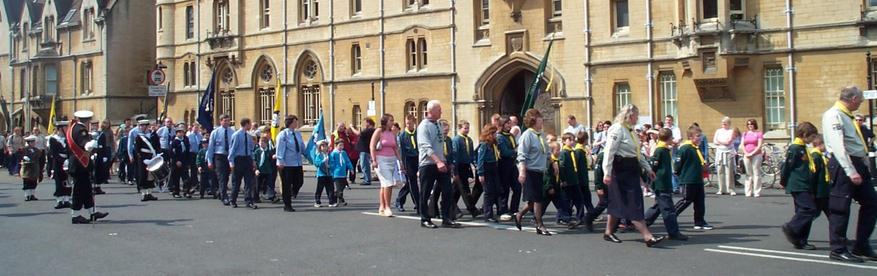
Diễu hành Hướng đạo tại Oxford năm 2004

Liên đoàn là các tổ chức địa phương của Hướng đạo, và là đơn vị kế thừa trực tiếp của Scout Patrols (các hàng đội) lúc ban đầu. Liên đoàn có thể bao gồm một hoặc nhiều Beaver Colonies (Nhi đoàn), Cub Packs (Ấu đoàn) và Scout Troops (Thiếu đoàn). Liên đoàn cũng có thể có một hoặc nhiều Group Scout Fellowships (Nhóm thân hữu Hướng đạo), và có một đơn vị Explorer Scout (tương đương Kha đoàn của HĐVN) kèm vào liên đoàn, mặc dù Explorer Scouts được kiểm soát ở cấp Đạo. Các Liên đoàn được các Liên đoàn trưởng lãnh đạo với vai trò là giữ mối liên lạc giữa Đạo địa phương và các Đoàn trưởng (Section Leaders) và bảo đảm rằng Liên đoàn Hướng đạo hội đủ tiêu chuẩn tối thiểu mà Hội Hướng đạo yêu cầu.

### Các ngành (lứa tuổi)
Ba ngành nhỏ tuổi nhất được một Đoàn trưởng điều khiển và Đoàn trưởng này phải có một giấy phép cho vị trí của mình mà có ít nhất hai dự trưởng phụ giúp. Một trong các dự trưởng này cũng nên có giấy phép. Các người lớn khác giúp một ngành Hướng đạo có thể là các người thiện nguyện (như cha mẹ của các trẻ em trong liên đoàn), các huynh trưởng trẻ (Các Tráng sinh được huấn luyện để phụ giúp các huynh trưởng) và các thành viên của Ủy ban Hành chánh Liên đoàn giúp điều hành Liên đoàn về tài chánh. Các Kha sinh và Tráng sinh Hướng đạo được điều khiển khác nhau vì họ không phải là bộ phận của các Liên đoàn Hướng đạo.
| Ngành                    | Tuổi  | Điều khiển bởi | Các hoạt động                                         | Được giới thiệu | Thành viên năm 2006 |
| ------------------------ | ----- | -------------- | ----------------------------------------------------- | --------------- | ------------------- |
| Beaver Colonies Nhi đoàn | 6–8   | Liên đoàn      | Chủ yếu là vui chơi.                                  | 1986            | 98.005              |
| Cub Packs Ấu đoàn        | 8–10  | Liên đoàn      | Giới thiệu kỹ thuật Hướng đạo và các hoạt động.       | 1917            | 132.302             |
| Scout Troops Thiếu đoàn  | 10–14 | Liên đoàn      | Phát triển nhiều hơn về kỹ năng Hướng đạo.            | 1910            | 99.403              |
| Explorer Scouts Kha đoàn | 14–18 | Đạo            | Tập trung vào thử thách cá nhân và thám hiểm.         | 2003            | 27.190              |
| Scout Network Tráng đoàn | 18–25 | Châu           | Linh động hơn với nhiều chọn lựa cá nhân lớn lao hơn. | 2003            | 1.575               |

### Liên đoàn đặc biệt

Phù hiệu Hải Hướng đạo được Hải quân Hoàng gia công nhận

Vài Liên đoàn Hướng đạo thuộc các chi nhánh đặc biệt gọi là Không Hướng đạo và Hải Hướng đạo. Cả hai chi nhánh theo chương trình cơ bản cho các ngành nhưng thêm vào phần trọng tâm thiên về hải hành và phi hành tùy vào chi nhánh, có vài chi nhánh được Không quân Hoàng gia hoặc Hải quân Hoàng gia công nhận.
Tại Vương quốc Anh có khoản 400 Liên đoàn Hải Hướng đạo trong số đó 25% được Hải quân Hoàng gia công nhận, trong khi có 117 Liên đoàn Không Hướng đạo, 43 được Không quân Hoàng gia công nhận.

### Các trung tâm Hướng đạo quốc gia
Đa số các khu cắm trại Hướng đạo được các Châu và Đạo điều hành, tuy nhiên có bốn khu cắm trại đã và đang được Hội Hướng đạo làm Trung tâm Hướng đạo Quốc gia. Các khu trại này là các khu trại chính tại Vương quốc Anh và nhận được hỗ trợ phụ từ Hội Hướng đạo. Các Trung tâm Hướng đạo Quốc gia là Tòa nhà Baden-Powell, Trung tâm Hoạt động Hướng đạo Downe, Công viên Gilwell và Trung tâm Hoạt động Hướng đạo Youlbury.

## Các cựu Hướng đạo sinh nổi bật
Hội Hướng đạo đã có nhiều thành viên nổi bật trong quá khứ, với bảng liệt kê dưới đây là những người nổi tiếng nhất được chọn lựa. Bảng danh sách đầy đủ hơn có ở Danh sách các Hướng đạo sinh nổi bật.
- Richard Attenborough – diễn viên, đạo diễn và nhà sản xuất phim
- David Beckham – cựu đội trưởng và trung vệ của Đội tuyển bóng đá quốc gia Anh
- Tony Blair – cựu Thủ tướng Vương quốc Anh
- Richard Branson – doanh nhân
- John Major – cựu Thủ tướng Vương quốc Anh
- Paul McCartney – ca sĩ/nhạc sĩ/đàn bass của Ban nhạc Beatles và Wings
- George Michael – ca sĩ/nhạc sĩ
- Cliff Richard – doanh nhân
- Keith Richards – thành viên của Ban nhạc Rolling Stones

## Hội Hướng đạo tại hải ngoại
Cũng như chịu trách nhiệm cho sinh hoạt Hướng đạo tại Vương quốc Anh, Hội Hướng đạo cũng chịu trách nhiệm cho Hướng đạo tại các lãnh thổ hải ngoại của Anh cũng như một vài tiểu quốc gia độc lập khác. Các lãnh thổ không chủ quyền có Hướng đạo điều hành bởi Hội Hướng đạo:
| - Anguilla - Bermuda - Quần đảo Cayman - Quần đảo Falkland - Gibraltar | - Montserrat - Saint Helena và Đảo Ascension - Saint Kitts và Nevis - Quần đảo Virgin thuộc Anh - Quần đảo Turks và Caicos |

Các quốc gia có chủ quyền có Hướng đạo điều hành bởi Hội Hướng đạo vì những nước này không có các tổ chức Hướng đạo độc lập gồm các nước như sau:
- Antigua và Barbuda
- Quần đảo Solomon
- Tonga
- Tuvalu
- Vanuatu

Chương trình Hướng đạo Anh cũng được cung cấp đến các công dân Anh sống bên ngoài Vương quốc Anh. Hướng đạo sinh Anh tại Tây Âu phục vụ Bỉ, Pháp, Đức, Luxembourg và Hòa Lan trong khi British Groups abroad phục vụ phần còn lại của thế giới (bao gồm Đảo Ascension, Quần đảo Falkland và Saint Helena).

## Các tổ chức Hướng đạo khác tại Vương quốc Anh
Các tổ chức Hướng đạo khác tại Vương quốc Anh bao gồm một chi nhánh độc lập của Związek Harcerstwa Polskiego/ZHP, một tổ chức Hướng đạo di cư của Ba Lan, không liên hiệp với một tổ chức siêu quốc gia nào và không liên quan đến ZHP/Ba Lan.
Hội Hướng đạo sinh Baden-Powell (Baden-Powell Scouts) được thành lập vào năm 1970 theo sau sự xem xét lại chương trình của Hội Hướng đạo năm 1966/67, và ngày càng theo các truyền thống của phong trào lúc ban đầu. Tuy nhiên, Hội Hướng đạo sinh Baden-Powell đã phải cập nhật chương trình của chính họ để giữ gần gũi với xã hội hiện đại.